# Peter Woodcock
Peter Woodcock (* 5. března 1939 – 5. března 2010) byl kanadský sériový vrah a násilník, který zavraždil čtyři lidi, včetně tří dětí v Torontu v letech 1956 až 1957, kdy byl ještě teenager. Byl zatčen v roce 1957 za tři vraždy. Woodcock byl pravomocně prohlášen za duševně chorého a následně umístěn do ústavu pro duševně choré v Oak Ridge v Penetanguishene v provincii Ontario. V roce 1982 se souhlasem soudu změnil své jméno na David Michael Krueger. V červenci roku 1991 Woodcock zavraždil svého duševně nemocného kolegu v nemocnici v Brockville. V době vraždy byl pod dohledem jiného pacienta – Bruce Hamilla, který později nesl spoluvinu za účast na vraždě v Brockville. Woodcock a Hamill byli znovu uvězněni v Oak Ridge. Woodcock zemřel v den svých jednasedmdesátých narozenin 5. března roku 2010.